# Safran
Safran S.A. je velika francoska korporacija, ki izdeluje letalske in raketne motorje, letalsko in vesoljsko tehniko ter varnostne sisteme. Podjetje je nastalo leta 2005 z združitvijo Snecme in Sagema. Sedež podjetja je v francoski prestolnici Pariz. 
Safran ima v lasti podjetja:
- Snecma - proizvajalec letalskih motorjev
- Turbomeca - proizvajalec turbogrednih motorjev za helikopterje
- Messier-Bugatti-Dowty - proizvajalec pristajalnih podvozij za letala
- Herakles - proizvajalec trdogorivnih raketnih motorjev za raketno orožje
- Techspace Aero - proizvajalec komponent za letalske in raketne motorje
- Hispano-Suiza
- Sagem - proizvajalec avionike in druge elektronike
- Labinal - proizvajalec sistemov za ožičenje letal
- Aircelle - proizvajalec ohišj letaskih motorjev in obračalnikov potiska

## GLej tudi
- GKN
- Finmeccanica
- Thales
- Lockheed Martin
- Raytheon
- Honeywell